# A Kajmán-szigetek a 2012. évi nyári olimpiai játékokon
A Kajmán-szigetek a nagy-britanniai Londonban megrendezett 2012. évi nyári olimpiai játékok egyik részt vevő nemzete volt. Az országot az olimpián 2 sportágban 5 sportoló képviselte, akik érmet nem szereztek.

## Atlétika
Férfi
| Versenyző     | Versenyszám | Selejtező | Selejtező | Selejtező | Előfutam | Előfutam | Előfutam | Elődöntő   | Elődöntő   | Elődöntő   | Döntő   | Döntő    |
| Versenyző     | Versenyszám | Idő       | Hely.     | Össz.     | Idő      | Hely.    | Össz.    | Idő        | Hely.      | Össz.      | Idő     | Helyezés |
| ------------- | ----------- | --------- | --------- | --------- | -------- | -------- | -------- | ---------- | ---------- | ---------- | ------- | -------- |
| Kemar Hyman   | 100 m       | kiemelt   | kiemelt   | kiemelt   | 10,16    | 4.       | 17.*     | nem indult | nem indult | nem indult | kiesett | kiesett  |
| Ronald Forbes | 110 m gát   |           |           |           | 14,21    | 8.       | 43.      | kiesett    | kiesett    | kiesett    | kiesett | kiesett  |

Női
| Cydonie Mothersille | 200 m | nem indult | nem indult | nem indult | nem indult | nem indult | nem indult | nem indult | nem indult | nem indult | nem indult | nem indult |

* - egy másik versenyzővel azonos eredményt ért el

## Úszás
Férfi
| Versenyző     | Versenyszám | Előfutam | Előfutam | Előfutam | Elődöntő | Elődöntő | Elődöntő | Döntő   | Döntő    |
| Versenyző     | Versenyszám | Idő      | Hely.    | Össz.    | Idő      | Hely.    | Össz.    | Idő     | Helyezés |
| ------------- | ----------- | -------- | -------- | -------- | -------- | -------- | -------- | ------- | -------- |
| Brett Fraser  | 50 m gyors  | 22,91    | 6.       | 32.      | kiesett  | kiesett  | kiesett  | kiesett | kiesett  |
| Brett Fraser  | 100 m gyors | 48,54    | 3.       | 6.*      | 48,92    | 7.       | 15.      | kiesett | kiesett  |
| Brett Fraser  | 200 m gyors | 1:47,74  | 5.       | 14.      | 1:47,01  | 6.       | 12.      | kiesett | kiesett  |
| Shaune Fraser | 200 m gyors | 1:48,53  | 8.       | 20.      | kiesett  | kiesett  | kiesett  | kiesett | kiesett  |
| Shaune Fraser | 100 m gyors | 48,99    | 6.       | 16.      | 49,07    | 8.       | 16.      | kiesett | kiesett  |

* - egy másik versenyzővel azonos eredményt ért el